# Geotrigona kraussi
Geotrigona kraussi är en biart som först beskrevs av Schwarz 1951.  Geotrigona kraussi ingår i släktet Geotrigona och familjen långtungebin. Inga underarter finns listade i Catalogue of Life.